# 食品安全
食品安全是一門跨学科领域，專門探讨在食品加工、食品保存及销售等步骤中，各方能如何保障食品衛生與食用安全、降低疾病隐患及防范食物中毒，食品中毒定義為二人或二人以上攝取相同的食品而發生相似的症狀，則稱為一件食品中毒案件。如因肉毒桿菌毒素而引起中毒症狀且自人體檢體檢驗出肉毒桿菌毒素，由可疑的食品檢體檢測到相同類型的致病菌或毒素，或經流行病學調查推論為攝食食品所造成，即使只有一人，也視為一件食品中毒案件。 如因攝食食品造成急性中毒（如化學物質或天然毒素中毒），即使只有一人，也視為一件食品中毒案件。當食品從加工端到市場進行銷售，考慮到食品的來源，如：食品標示，食品衛生，食品添加物和農藥或動物用藥殘留，以及生物技術之政策等相關規定，政府需訂定一套準則來管理食品，進出口的食品也要一套良好的檢驗及認證系統來把關。食品從市場進入到消費者端，通常在市場上應是安全的，且須關注的是如何將食品安全地運送並準備好交至消費者手中。探討者透過科學方法對於可能造成消費者健康危害的項目進行風險分析，進而制定出確保食品安全的管制措施，以食品安全措施來排除或減低對於消費者生命、健康的風險，是食品安全的核心。

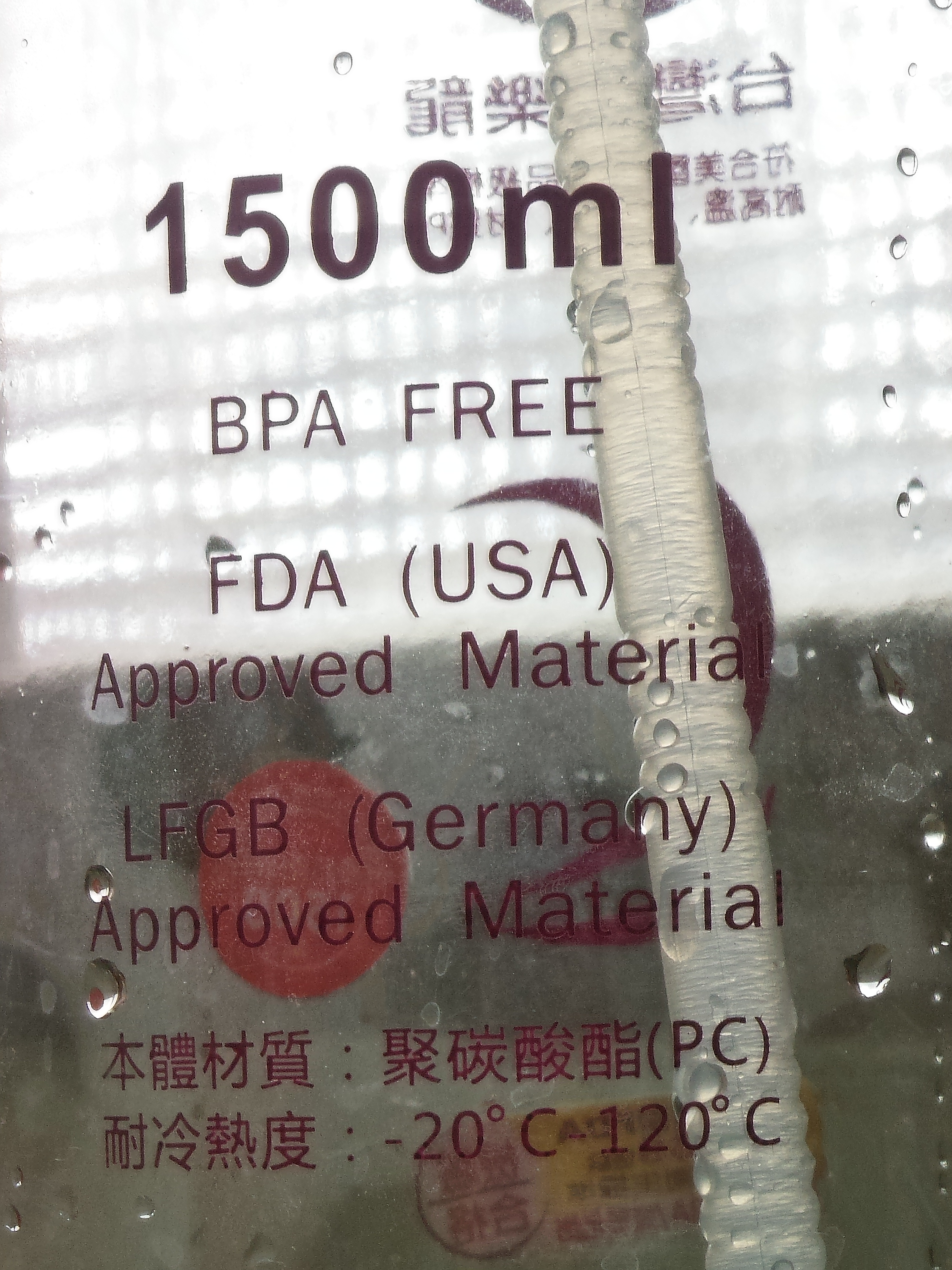
食品級認證水瓶照片

病原體可以藉由食物傳播，可能導致人或動物患病或死亡。主要的媒介是細菌，病毒，黴菌和真菌，會被病原體用來生長和繁殖。在開發中國家，對於製備食品有很精細的規範，但在低度開發國家中，對於製備食品的要求不多，而真正符合標準的也就更少了。另一個主要問題僅是能否提供足夠的安全用水，這通常是疾病傳播的關鍵因素。理論上來說，食物中毒是百分之百可以預防的，但由於食品於供應鏈中涉及的人數眾多，無論採取多少預防措施，病原體都可以被引入食品中，所以無法達到百分之百的預防。依據WHO，食品衛生的五項主要原則是：
1. 預防病原體從人、動物及害蟲進入食物中。
2. 生熟食應使用不同器具分開處理，避免交叉污染。
3. 要澈底加熱，在適當的溫度和加熱時間下烹飪食物，以殺死病原體。

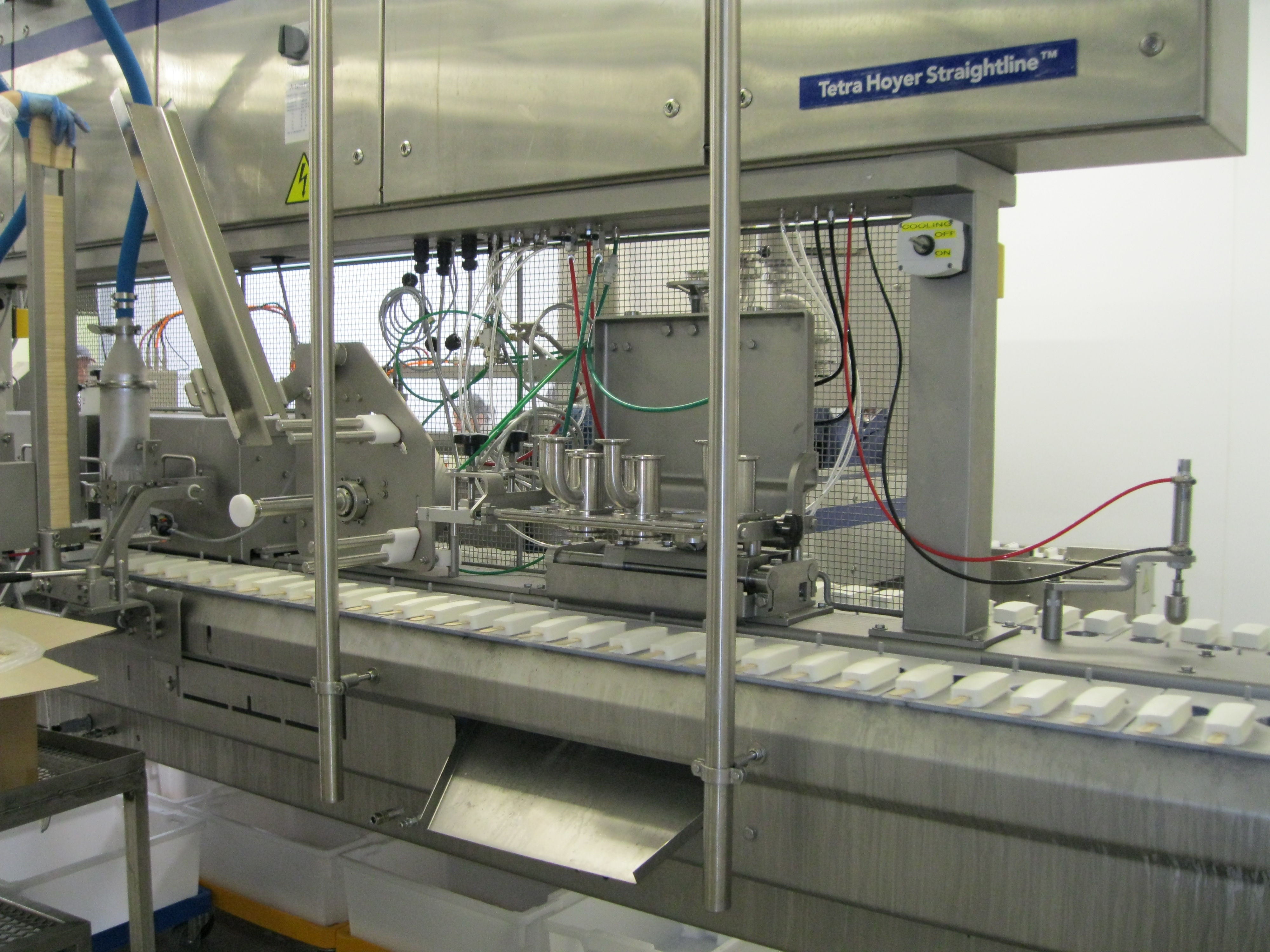
自動化無人生產線減少污染

4. 要注意食物保存溫度，存放於適當的溫度下。
5. 使用符合法規規範安全的水源和原料。

## 各地事件與法規

### 世界衛生組織與世界農糧組織
食品安全的維護受到世界衛生組織以及世界農糧組織之重視。它們於1963年共同成立了国际食品法典委员会，針對保護消費者健康及確保食品貿易之公平進行。国际食品法典委员会負責制定國際食品安全標準、準則及最佳行為規範，目前有185個會員國。而国际食品法典委员会信託基金會為幫助國際標準落實全球化，達到世界各國的普遍參與，尤其協助發展中國家及經濟轉型國家。CAC信託基金會，每年都會針對其所贊助支持的發展中國家及經濟轉型國家的食品安全效能進行分析，並提出改善建議，採取務實的方式協助各國能夠達到最大的參與。
食品法典委員會是目前國際上權威的食品安全標準制定機構，本身不具有國際法人格，每年召開CAC大會對於重要標準的採納進行討論，但有眾多隸屬機構，稱為法典委員會(Codex Committee)，針對特定項目進行標準草擬制定，最後才會提交CAC大會通過。

### 美國
美國的食品安全體系受到聯邦、州與地方官署三種層級的監管。聯邦層級的管制來自美國食品藥品監督管理局(FDA)，其法源依據主要來自聯邦食品、藥品和化妝品法案(即美國法典第21篇)與公共健康法案第361號條款，FDA頒布食品法典(FDA Food code)，並負責管理美國境內生產或進口之食品、藥品、疫苗......等，同時調查各州公共衛生條件與進行疾病控制。而美國的各級政府的監管機構則使用FDA食品法典來制定符合國家食品法規政策的食品安全規則，如幾個主要生產新鮮水果和蔬菜的州（加利福尼亞州，亞利桑那州和佛羅里達州等）都有自己的國家規範來測試農藥殘留的產品。
美國肉食界發生過狂牛症以及麥當勞使用氨水處理過的牛肉(粉紅泥事件)等案例，對於西餐中肉食大宗的特性引起社會惶恐，2012年麥當勞自主宣布禁用氨水牛肉，2018年的殭屍鹿肉事件影響於中西部食用鹿肉的區域，但科技上沒有廉價檢驗方式目前只能告誡勿食來路不明的鹿肉。同時2009年美國花生酱中檢出沙门氏菌致677名發病9人死亡，2018年又發生遍及三十三個州650萬磅牛肉有沙门氏菌而下架但有約百人發病，另有2億顆雞蛋有風險而銷毀，沙门氏菌問題一直是美國食品加工界找不出徹底斷絕方案的問題。人為安全問題在21世紀後著名的有Subway潛艇堡餐廳2014年被檢舉在麵包加入偶氮二甲酰胺，這種用以軟化皮鞋的化工劑添加於食品中有致癌性，歐盟澳洲等國已經禁用，然而美國法規中極微量添加是合法但實務上欠缺查緝，無人知道廠商添加了多少，同時瘦肉精在美國也是合法添加於肉類，大致上美國的食品添加物法規寬鬆於歐盟和諸多國家。

### 歐州聯盟

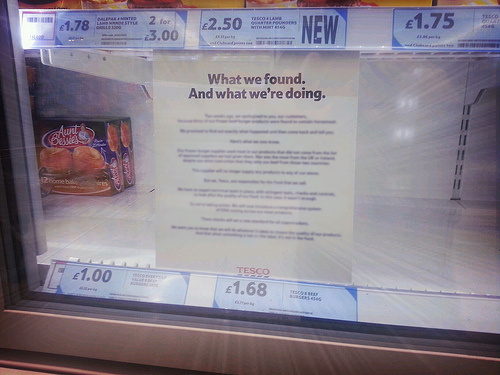
歐洲馬肉事件後超市貼出的自清標語。

歐盟的食品安全管理系統由歐盟執行委員會(The European Commission)下的歐盟健康暨食品安全總署（DG SANTE）負責。DG SANTE下有歐洲食品安全局（EFSA）負責風險評估，食物鏈與動物健康常務委員會（Standing Committee on the Food Chain and Animal Health）負責法規起草與規劃，以及食品安全及獸醫辦公室（FVO）對於歐盟旗下28個會員國進行食品安全查核與評估，並促進各會員國間的合作。
歐盟的法規層級分為以下三種：規章（Regulation）對歐盟會員國產生效力；指令（Directives）為會員國須遵守執行指導原則；而決定（Decisions）針對特定領域所制定。在此法律體系下，歐洲食品安全局主要執行食品及飼料基本法（178/2002規章）2013年歐洲馬肉冒充牛肉事件中在英國和愛爾蘭超市出售的冷凍牛肉食品中被發現含有馬的DNA而案發，此案廠商負責人曾因同樣行為被判3年徒刑，但不久假釋後再次作案謀求暴利，大致上歐盟對於未達生命危害的食安事件刑責都較輕。

### 中國大陸
隨著改革開放與經濟成長，中國大陸農業日漸開始重视食品安全相關的議題。於2003年中國大陸將國家藥品監督管理局改為國家食品藥品監督管理局，正式成立與食品安全相關的政府部門，經過近幾年的改組後，現由國家市場監督管理總局負責食品安全監督管理，與其他相關部門綜合協調。但是似乎相關法規許多小業者不熟知。同時市面標示綠色、有機食品或無污染食品等的產品並未得到相關機構認可為廠商自主宣傳。一項由世界銀行對於中國蔬果產業是否遵循食品安全要求的研究顯示，雖然中國食品安全近年已不斷改進，但情況遠非令人滿意，「許多國際標準尚未得到執行，而現行許多國際標準不能達到要求。監督能力不足，且食品安全意識和食品安全監測薄弱。」近年來，也發生許多令人遺憾的食品安全事件(詳見中國大陸食品安全事件列表)
無論是在中國大陸還是在亞洲其他地區，傳統的市場機制幾乎無法為農民提供改善食品質量或安全性的動機，因為他們的產品在經過盤商時往往與其他標準產品組合在一起。因此農民團體與貿易商或最終買家（如超市）之間，若能建立直接聯繫，即可以避免這一問題。同時，政府需要投資經費來改善許多市場的狀況。批發市場也需要研究如何有效管理符合食品安全標準的水果和蔬菜。
2019年一種空前加強嚴格版的末端管理法規出台，《北京市小规模食品生产经营管理规定》先以北京試點作為推向全國的前奏，此為一種向下細化法規，對於食品大廠等已經有諸多監管機制，但市區無數小餐館和小店處於較鬆散自主型態，此法規補上此一漏洞。基本上將小型或單人經營的食品業態分四類管束，但不論哪類都須先有营业执照之後再申辦第二證件：
- 小作坊 - 微小型食品工廠，需通過審查取得小作坊生产加工许可证，能生產食品採正面清單制未在清單上的食品類項禁止生產，且產品都須為为预包装食品，包裝袋上廠家資料和成分表等標註比照食品大廠規範。
- 小餐饮店 - 法定理論面積6㎡以上但有眾多最小廚區面積規定專有涼菜間、消毒間等，要合規則至少要40㎡店面，需通過審查食品餐飲许可证，眾多新修衛生法規趨嚴。
- 小食杂店 - 经营面积小于60㎡的食品販售店，只能販售包裝食品不得現場有任何烹飪加工行為，[13]所以無須食品業許可證只需辦小食杂店備案卡，採備案登記即可，但被查緝有烹飪行為將重罰。
- 食品摊贩 - 無場所的路邊攤辦食摊備案卡即可，但有食品负面清单制，禁止製作冷荤凉菜、生食水产品、裱花蛋糕、散装熟食、散装酒、保健品等眾多表列項被禁。

在中國大陸經營食品行業者需注意日漸趨嚴的管理法規，即使已經取得营业执照和食品餐飲许可证兩證者，在餐飲许可证到期須換證時會被要求適用新的法規，若不通過標準可能無法續证。

### 台灣
台灣的食品安全管理模式以世界衛生組織的促進食品安全的指導原則，訂定出GMP制度（良好作業規範）與HACCP（危害分析重要管制點），並建立食品安全管制系統與餐飲業HACCP認證標章。與管理食品安全相關的單位為衛生福利部食品藥物管理署(簡生「食藥署」)，自2010成立以來致力於監督與管控台灣的食品安全環境。
另在評估食品添加物安全風險方面，主要參考世界衛生組織（World Health Organization, WHO）及世界農糧組織（Food and Agriculture Organization of the United Nations, FAO）之共識，以生物毒性試驗之資料為依據，以下列三項為主要評估標準：1. 添加物之急性毒性及慢性毒性、2. 添加物之用量及該食品之攝取量、3. 添加物與食品中之其他成分在食品加工或貯存時之作用。根據聯合國食品法典委員會（Codex Alimentarius Commission）共識，針對核准使用的食品添加物，皆有完整的毒理學評估資料，可做為訂定安全攝取量與限量標準之依據。臺灣衛生福利部建置之「食品安全之健康風險評估資料庫」，內有針對食品添加物許可證資料，以及食品添加物使用範圍及限量暨規格標準等，可供民眾自行查詢。衛福部亦公告「應辦理檢驗之食品業者、最低檢驗週期及其他相關事項」，明定食品添加物之製造與輸入業者，應對食品添加物產品之原料、半成品或成品，進行重金屬或重金屬以外之不純物或其他衛生管理之項目檢驗。檢驗週期至少為每季一次，並將檢驗結果記錄保存六個月，並建立食品追溯追蹤系統以供查驗。
自1979年米糠油事件爆發以來，漸漸關注食品安全議題；於食藥署成立以後，陸續爆發塑化劑事件、毒澱粉事件與毒雞蛋事件等，使得社會大眾及輿論都對於政府治理與食品相關產業的能力產生不信任感。(見台灣食品安全事件列表)
- 動物用藥殘留標準[22]
- 農藥殘留容許量標準[23]
- 食品添加物使用範圍及限量暨規格標準[24]

## 食品汙染
食品汙染議題是討論食品安全時不可忽視的一大環節。食品在生產、運送、包裝、貯存、銷售或是烹飪過程中都有可能發生汙染，且這些汙染不只可導致人體危害，對於其他動植物環境亦可能造成一定程度的影響。其中，汙染源可能是物理性、化學性或生物性的污染。

### 物理性汙染
物理性汙染是由物理因素所引起的食品汙染，也就是異物進入食物所引起的汙染。
常見的物理性汙染源（異物）：指甲頭髮、塑膠製品碎屑、玻璃與珠寶金屬碎片等，若異物是細菌或害蟲，則有可能引發物理性汙染兼生物性汙染。

### 化學性汙染
化學性汙染是指食物被天然或人造化學物質污染時所發生之食品污染，和人為且刻意的下毒不同的是化學性汙染是無意間被添加進食品中。
常見的天然化學性汙染源：天然毒素，如毒蘑菇、蘑菇，青椒，生物鹼、氰酐……等。
常見的人造化學性汙染源：殺蟲劑、除草劑、未經批准的食品添加物與環境汙染（水、空氣與土壤受到汙染）。
檢驗方式：
- 生化法：

利用蒼蠅頭酵素，抑制越多黃色變無色，只能檢驗殺蟲類的物質（有機磷跟氨基甲酸鹽），其他殺菌類的都驗不出來。生化法快、設備便宜、檢驗費用低，但不準確。
- 化學法：

氣相層析、液相層析，準確度高，但耗時久，檢驗費用高。
- 拉曼光譜法：

現在的技術，靈敏度不夠高，拉曼光譜法在0.05ppm~0.01ppm是盲區（檢測不出來）。
- 質譜快篩

透過儀器電離化學物質並根據其質荷比，對其進行分子量排序分析。是現行針對生物藥物代謝、食品藥劑殘留的主要檢測方式。

### 生物性汙染
生物性汙染是指被生物體產生的物質所污染的食物，汙染源有人類、囓齒動物、害蟲或微生物，包含細菌汙染、病毒汙染、寄生蟲汙染，其中，細菌汙染是全世界食物中毒的最常見原因，迄因細菌易存在於環境中。
常見生物性汙染源：大腸桿菌（細菌性汙染）、阿米巴原蟲（寄生蟲汙染）……等。

## 傳染源的挑戰
食品傳染源(food-borne diseases)因國際食品貿易的發達，散佈到世界各地。目前食品安全所面臨無法預測的挑戰，來自於以下幾點：
- 食品生產、製造與供應的變化；
- 環境變化造成食品汙染；
- 由各國所爆發之食品傳染源；
- 新型微生物、毒物及抗藥性；
- 新興與不同的食品汙染，例如由食品包裝所造成的汙染等。

## 源頭管理

### HACCP
HACCP（Hazard Analysis Critical Control Point）中文全名叫作「食品安全管制系統」，亦作「危害分析重要管制點」，主要的目的就是是先進行分析，找出可能產生危害的地方，並加以管控，預先防範食品安全危害的發生。通過對加工過程的每一步進行監視和控制，從而降低危害發生的概率。

#### 建立HACCP食品安全管制系統之前的5個預備步驟：
1. 成立HACCP計畫之執行小組
2. 描述產品及其流通方式
3. 確定產品之預定用途及銷售對象
4. 建立製造流程圖
5. 現場確認製作流程圖

#### 建立HACCP食品安全管制系統之7大原則：
1. 危害分析（Hazard Analysis）
2. 確認重要管制點（Critical Control Point CCP）
3. 確定每個CCP的限值（Critical Limit）
4. 建立每個CCP的監控程序
5. 建立CCP失控時之矯正措施（Corrective Actions）
6. 驗證程序（Verification）
7. 建立記錄程序（Records）

#### 應置專門職業人員之食品業者類別如下：
```
(一) 餐盒食品製造、加工、調配業。
(二) 乳品加工食品製造、加工、調配業。
(三) 水產加工食品製造、加工、調配業。
(四) 肉類加工食品製造、加工、調配業。
(五) 罐頭食品製造、加工、調配業。
(六) 食用油脂製造、加工、調配業。
(七) 蛋製品製造、加工、調配業。
(八) 麵條及粉條類食品製造、加工、調配業。
(九) 醬油製造、加工、調配業。
(十) 食用醋製造、加工、調配業。
(十一) 調味醬製造、加工、調配業。
(十二) 非酒精飲料製造、加工、調配業。
(十三) 設有餐飲之國際觀光旅館業。
(十四) 設有餐飲之五星級旅館業。
(十五) 供應鐵路運輸旅客餐食之餐盒食品業。
```

- 肉品加工、乳品加工及蛋製品業：食品技師、畜牧技師或獸醫師
- 水產品加工：食品技師或水產養殖技師
- 餐盒食品、設有餐飲之國際觀光旅館業及五星級旅館業：食品技師或營養師
- 其他食品業者：食品技師[28][29]

### ISO22000：2018
ISO 22000:2018 中英文官方正式全名為：食品安全管理體系 - 食品鏈中任何組織的要求 （Food safety management systems-Requirements for any organization in the food chain）。換句話說，新版 ISO 22000 是一套國際通用的食品安全衛生的管理工具和制度，允許任何組織，包括小型農場、小型包裝商、分銷商，小型零售店或食品服務店，皆可適用。若將ISO 22000：2018拆開來看，可分為三部份逐一解讀：
- ISO：指的是國際標準組織（International Organization for Standardization）。
- 22000：至今已成立65年的ISO，歷年來已針對不同業產業製定不同者的品質標準，並為不同的品質系統命名。因此，「22000」並無數字上的特殊意義。
- 2018：代表這套系統是由ISO在2018年公佈的條文版本。依據ISO公告，各項ISO標準的生命週期（Life cycle）每5年審查1次(is reviewed every 5 years)，ISO 22000 目前最新的版本標準是2018版本。舊的版本為2005年版。新版更重視風險導向的思維（risk-based thinking），同時新版標準章節採用高階結構（High Level Structure, 簡稱HLS），讓您可以將食品安全管理系統（food safety management system,簡稱FSMS）與企業的 ISO 管理系統整合。

該標準適用於在食品鏈中所有希望建立保證食品安全系統的組織，無論其規模、類型和其所提供的產品。它適用於農產品生產廠商，動物飼料生產廠商，食品生產廠商，批發商和零售商。它也適用於與食品有關的物流供應商，包裝材料供應廠商，農業化學品和食品添加劑供應廠商，涉及食品的服務供應商和餐廳。

#### ISO 22000: 2018其最新的改進包括：
- 採用高階結構(HLS)，使組織更容易結合 ISO 22000與其他管理系統，如 ISO 9001和 ISO 14001等；
- 新的風險方法：作為食品產業的重要概念，將管理系統的風險區分為操作層面(operational level)和業務層面(business level)；
- PDCA循環：將 PDCA循環區分為兩個區塊：
- 操作層面(operational level)：HACCP原則
- 業務層面(business level)：整個管理系統[30]

## 產品標示

### 台灣

#### 食品及食品原料之容器或外包裝，應以中文及通用符號，明顯標示下列事項：
1. 品名。
2. 內容物名稱；其為二種以上混合物時，應依其含量多寡由高至低分別標示之。
3. 淨重、容量或數量。
4. 食品添加物名稱；混合二種以上食品添加物，以功能性命名者，應分別標明添加物名稱。
5. 製造廠商或國內負責廠商名稱、電話號碼及地址。國內通過農產品生產驗證者，應標示可追溯之來源；有中央農業主管機關公告之生產系統者，應標示生產系統。
6. 原產地（國）。
7. 有效日期。
8. 營養標示。
9. 含基因改造食品原料。
10. 其他經中央主管機關公告之事項。

#### 食品標示格式規範注意事項:
※產品總表面積小於100平方公分，其營養標示得以橫式方式標示。
※依據食品安全衛生管理法施行細則第18條規定:
- 有容器或外包裝之食品，標示字體之長度及寬度各不得小於2毫米。
- 但最大表面積不足80平方公分之小包裝，除品名、廠商名稱及有效日期外，其他項目標示字體之長度及寬度各得小於2毫米。

## 相關文獻
- 羅伯特·沃克. 邱文寶（翻譯） , 编.  [鮭魚先生，你好色！]. 臉譜出版社（三言社製作，城邦文化發行）. 2006-10-19. ISBN 978-986-758-145-7 （中文）.（繁體中文）

- 周琦淳、莊培梃、黃大維、李亞潔、張家瑋、黃姵嘉、洪瑀彤、魏中帆、王紀新.  第3版. 臺灣: 易博士出版社（城邦文化）. 2013-07-06 [2009]. ISBN 978-986-643-448-8 （中文）.（繁體中文）

## 外部連結
- .   [2012-05-08]. （原始内容存档于2012-09-29） （中文（简体））. （页面存档备份，存于）

- .   [2012-05-08]. （原始内容存档于2012-07-18） （中文（简体））. （页面存档备份，存于）

- .   [2013-03-28]. （原始内容存档于2013-03-17） （中文（简体））. （页面存档备份，存于）

- .   [2012-09-29]. （原始内容存档于2013-03-15） （中文（简体））. （页面存档备份，存于）

- .   [2015-03-22]. （原始内容存档于2021-04-04） （中文（简体））. （页面存档备份，存于）

- 国务院办公厅印发《2014年食品安全重点工作安排》 （页面存档备份，存于） 中国经济网 2014-05-27

- 盘点2013年食品安全热点事件 （页面存档备份，存于） 中国经济网 2014-06-12